# スリークォーター
スリークォーター（three-quarter） は、野球における投手の投法の一つである。直訳すると4分の3であるように、オーバースローとサイドスローの中間であり、ややサイド気味に肩口からボールを投げる投法である。

## 概要
オーバースローとサイドスローの中間ではあるが、投法としてはサイドスローの亜流であるという説がある。ただし、オーバースロー気味のスリークォーターで投球を行う投手も存在し、他の投法との区別はやや曖昧である。オーバースローやサイドスローに比べて、肩や肘への負担を軽くしながら、コントロールとスピードを両立させる方法としてこの投げ方をするピッチャーがいる。
投手として最初からスリークォーターだった者はあまりおらず、例えば肩痛をかばっているうちに腕が下がりスリークォーターになったり、また、オーバースローやサイドスローではコントロールが良くなかったが、コントロールを良くするためにボールを離す（リリース）ポイントを上げた（下げた）結果スリークォーターになったという選手が多い。
スリークォーターではオーバースローと同様にフォークボールは投げやすい。また、腕が斜めなのでサイドスローほどではないがスライダー、カーブ、シュートといった横に変化する球種の効果が強くなり、シンカーもオーバースローよりは投げやすい（投げやすさや掛かりやすさは個人差がある）。
米国のバイオメカニクス研究者の定義では、投手を後ろから見た時に時計の1時から2時の間の位置からリリースされる投法(やや腕を下げたオーバーハンド)をスリークォーター・オーバーハンドと呼び、前腕を垂直に立ててサイドスローのようにリリースする投法をスリークォーター・アームと呼ぶ事で明確な区別を行っている。バイオメカニクスの定義においては、前者は純粋にオーバーハンドの変形であるのに対して、後者は横方向の回転力を利用するサイドアームの要素に、肘を用いた縦回転の要素を組み合わせた全く別のフォームとして取り扱われている。

## スリークォーター投手の例
以下の投手は日本プロ野球のいずれかのリーグで最優秀防御率を受賞。
- 新谷博
- 石井一久
- 杉内俊哉
- 菊池雄星
- 松坂大輔
- 岩隈久志
- 石川雅規
- ダルビッシュ有
- 吉見一起
- 田中将大
- 前田健太
- 菅野智之
- 菊池雄星
- 千賀滉大
- 山本由伸